# Atractocarpus heterophyllus
Atractocarpus heterophyllus là một loài thực vật có hoa trong họ Thiến thảo. Loài này được (Montrouz.) Guillaumin & Beavis. mô tả khoa học đầu tiên năm 1913.